# Heteroconger balteatus
Heteroconger balteatus és una espècie de peix pertanyent a la família dels còngrids.

## Descripció
- La femella pot arribar a fer 33,1 cm de llargària màxima.
- Nombre de vèrtebres: 158-161.[5]

## Alimentació
Menja zooplàncton.

## Hàbitat
És un peix marí, demersal i de clima tropical.

## Distribució geogràfica
Es troba a la costa del mar Roig a l'Aràbia Saudita.

## Observacions
És inofensiu per als humans.